# Sergio Ferrari (calciatore 1943)
Sergio Ferrari (Oggiono, 17 settembre 1943 – Lecco, 2 aprile 2016) è stato un calciatore italiano, di ruolo centrocampista.

## Carriera
Durante la sua carriera ha vestito le maglie di Lecco, Roma, Verona, Catanzaro, Novara e Alessandria.

## Palmarès
- Coppa Italia: 1

Roma: 1968-1969